# Словакия на зимних Олимпийских играх 1998
Словакия принимала участие в Зимних Олимпийских играх 1998 года в Нагано (Япония), но не завоевала ни одной медали.

## Результаты соревнований

### Биатлон
Мужчины
| Соревнование         | Спортсмены      | Стрельба | Время     | Место | Отставание |
| -------------------- | --------------- | -------- | --------- | ----- | ---------- |
| спринт               | Любомир Махиняк |          | 30:30,3   | 41    |            |
| индивидуальная гонка | Любомир Махиняк |          | 1:01:43,7 | 38    |            |

Женщины
| Соревнование         | Спортсмены                                                       | Стрельба | Время     | Место | Отставание |
| -------------------- | ---------------------------------------------------------------- | -------- | --------- | ----- | ---------- |
| спринт               | Сона Михокова                                                    |          | 23:42,3   | 4     |            |
| спринт               | Мартина Яшицова                                                  |          | 23:54,5   | 7     |            |
| спринт               | Анна Муринова                                                    |          | 23:56,7   | 9     |            |
| индивидуальная гонка | Сона Михокова                                                    |          | 59:20,8   | 26    |            |
| индивидуальная гонка | Мартина Яшицова                                                  |          | 1:01:56.5 | 46    |            |
| индивидуальная гонка | Сона Михокова                                                    |          | 1:02:06.7 | 48    |            |
| эстафета 4×7,5 км    | Мартина Яшицова Анна Муринова Марцела Павковчекова Сона Михокова |          | 1:41:20.6 | 4     |            |

### Лыжные виды спорта

#### Лыжные гонки
Мужчины
| Соревнование                 | Спортсмены                                                 | Результат | Место | Отставание |
| ---------------------------- | ---------------------------------------------------------- | --------- | ----- | ---------- |
| 10 км классическим стилем    | Иван Баторы                                                | 31:07,6   | 60    |            |
| 10 км классическим стилем    | Станислав Ежик                                             | 31:11,2   | 64    |            |
| 10 км классическим стилем    | Мартин Байчичак                                            | 31:29,0   | 67    |            |
| 10 км классическим стилем    | Иван Гудач                                                 | 33:41,9   | 89    |            |
| гонка преследования 15+15 км | Иван Баторы                                                | 44:18,2   | 33    |            |
| гонка преследования 15+15 км | Мартин Байчичак                                            | 44:54,6   | 38    |            |
| гонка преследования 15+15 км | Станислав Ежик                                             | 48:30,3   | 57    |            |
| гонка преследования 15+15 км | Иван Гудач                                                 | 50:14,7   | 64    |            |
| 30 км классическим стилем    | Иван Баторы                                                | 1:40:47.8 | 26    |            |
| 30 км классическим стилем    | Мартин Байчичак                                            | 1:40:52,5 | 28    |            |
| 30 км классическим стилем    | Станислав Ежик                                             | 1:44:01,0 | 46    |            |
| 30 км классическим стилем    | Иван Гудач                                                 | 1:50:11,6 | 59    |            |
| 50 км свободным стилем       | Иван Баторы                                                | 2:13:54,5 | 19    |            |
| 50 км свободным стилем       | Мартин Байчичак                                            | DNF       |       |            |
| 50 км свободным стилем       | Иван Гудач                                                 | DNF       |       |            |
| эстафета 4×10 км             | Иван Баторы Мартин Байчичак Андрей Патрицка Станислав Ежик | 1:44:31,6 | 11    |            |

Женщины
| Соревнование                 | Спортсмены            | Результат | Место | Отставание |
| ---------------------------- | --------------------- | --------- | ----- | ---------- |
| 5 км классическим стилем     | Ярослава Букваьёва    | 18:39,7   | 16    | +1:01,8    |
| 5 км классическим стилем     | Альжбета Хавранчикова | 19:48,5   | 58    | +2:07,5    |
| гонка преследования 10+10 км | Ярослава Букваьёва    | 30:34,5   | 18    |            |
| гонка преследования 10+10 км | Альжбета Хавранчикова | 32:21,3   | 40    |            |
| 15 км классическим стилем    | Ярослава Букваьёва    | 49:02,0   | 10    |            |
| 30 км свободным стилем       | Ярослава Букваьёва    | 1:28:21,0 | 15    |            |
| 30 км свободным стилем       | Альжбета Хавранчикова | 1:30:38,6 | 25    |            |